# Nagyiratos
Nagyiratos (románul: Iratoșu) falu Romániában, Arad megyében, a kisvarjaspusztai határátkelő közelében, Aradtól 20.8 km-re, Nagyiratos község központja.

## Története
1446-ban történt első írásos említése, mint templommal rendelkező település.
A török uralom idején teljesen elnéptelenedett, az 1717-es Mercy-féle térkép már mint lakatlan pusztát jelzi.
1787-ben Szalbek György földesúr vásárolta meg az nagyiratosi pusztát.
A község 1810-1820 között létesült, amikor a Szalbek család Nógrád vármegyei katolikus palócokat telepített ide, mint dohánykertészeket.
A nagyiratosiak származási helye: Etes, Karancsalja, Karancskeszi, Karancslapujtő, Baglyasalja, Egyházasgerge, Szendehely, Cered, Salgótarján, Bodony.
Sok nagyiratosi család sokáig számon tartotta származási helyét: a Bartha család Egyházasgergéről, az Andó család Etesről és Baglyasaljáról, a Fázer, Zank/Czank, Kolber, Hartzmann családok Szendehelyről, a Lantos család Karancslapujtőről jött ide. Az újonnan alakult kis "gányó" azaz dohánykertész falu a szomszédos Kisiratoshoz tartozott, egyházilag is ennek fiókegyháza volt 1919-ig.
Kisiratos lakói Szeged-környéki, szintén dohánykertész családok voltak. A „szögedi” kisiratosiak és a nagyiratosi palócok között a különböző eredet, az egymástól elütő dialektus, a különböző szokások sokszor szültek konfliktust a két Iratos között, de ezek jobbára csak „legénycsínyekre”, bálban való verekedésekre vagy falucsúfoló rigmusokra korlátozódtak. A nagyiratosiak a kisiratosiak szegedi „ő”-ző dialektusát az „Ögyé könyeret möggyel, apád se övött ögyöböt” mondattal gúnyolták, míg a kisiratosiak a „Mëgyëk a gyëpën kërësztül…” beszédcsúfolóval vágtak vissza a palócos, zárt ë-vel beszélő nagyiratosiaknak. Komoly ellentét azonban sosem volt a két község között, ezt jó néhány házasság is bizonyítja, ahol egyik fél kisiratosi, a másik nagyiratosi.

### Polgármesterek
- 1990–1992 Péter Sándor (RMDSZ)
- 1992–1996 Jura Claudia
- 1996–2000 Kiss István. (RMDSZ)
- 2000–2012 Lăcătuș Gheorghe (PSD)
- 2012– Papp Attila (RMDSZ)

## A "szökés"
1850-ben Nagyiratos a gróf Nádasdy család birtoka lett, mely a dohánytermesztés visszaesése miatt igen nehéz adóterhet vetett a falu lakóira. Ezért 1859 Szent Mihály éjszakáján (szeptember 29/30) 162 család (912 személy!) megszökött a nagyiratosi birtokról, és Mezőkovácsháza pusztáján megalapították Magyarbánhegyes községet. A szökés szervezői: Andó Pál, Zsíros János, Matuz András és Gálik András, 1848-as katonatüzér.
A Nádasdy család, Nagyiratos erősen megfogyatkozott lélekszámát a közeli Magyarpécskáról betelepített, szintén palóc származású, katolikus magyar telepesekkel pótolta.

## Hitélet
1875-ben a nagyiratosiak Bonnaz Sándor csanádi püspök anyagi támogatásával egy kis templomot építettek Szent Julianna vértanú tiszteletére.
1919-ben Nagyiratos önálló egyházközséggé alakult. Első plébánosa: Kiss Károly (+1949)
A Szt. Julianna-templomot az erősen vallásos nagyiratosi nép hamarosan "kinőtte", ezért 1936-37-ben, Kiss Károly plébános irányításával egy jóval nagyobb templom épült, a Szent Őrangyalok tiszteletére. Búcsúja szeptember első vasárnapján van.
Nagyiratos két fogadott ünnepe: Szent Antal (június 13) és Szent Anna (július 26), melyeket jégverés és dögvész ellen fogadott meg a község népe, s mai napig megtartják.
Érdekességként megjegyzendő, hogy Hamvazószerda előtt hétfőn és kedden megtartják a kétnapos, ún. "negyvenórás" szentségimádást, amit Kiss Károly plébános vezetett be, mondván: így engeszteljen a falu népe a farsang-végi mulatságokon elkövetett erkölcstelenségekért.
A trianoni békeszerződés következtében Nagyiratos Romániához került.
1924-ben Csonka-Magyarországról jött román telepesek érkeztek a faluba, kik két új utcát hoznak létre az addigi öt magyar utca (Malom utca, Nagy utca, Templom utca, Egyes sor, Kettes sor) mellé. Ezt a nagyiratosiak "kolóniának" nevezték.
A román telepesek döntő többsége Kétegyházáról jött, de Battonyáról és Magyarcsanádról is érkeznek. Ők először egy kis imaházat hoztak létre, majd 1975-ben felépül az ortodox templom.

## Népessége
Ma Nagyiratosnak a két hozzátartozó faluval, Nagyvarjassal és Kisvarjassal együtt (2002-ben) 2361 lakosa volt, melynek kb. 60%-a magyar és római katolikus.
Gyakoribb családnevek: Andó, Bene, Benke, Bukor, Czank, Csillám, Dani, Fodor, Gáll, Horváth, Kontró, Lévai, Mari, Páll, Prekop, Süli, Szikszai, Szőrffy, Tóth, Verba stb.
1930-ban 2238 lakosából 1625 magyar, 610 román, 16 roma, 6 szerb, 5 zsidó és 1 német nemzetiségű volt.
2002-ben Nagyiratos 1885 lakosából 931 római katolikus, 856 ortodox, 49 baptista, 35 református, 9 adventista és 6 görögkatolikus vallású volt.
Nemzetiségileg: 959 magyar, 850 román, 58 roma, 8 német, 8 ukrán, 1 szerb és 1 bolgár.

## Testvértelepülések
- Magyarország, Dombegyház
- Magyarország, Kelebia